# Proslava Svetoga Trna
Proslava Svetoga Trna Isusova blagdan je koji se 4. svibnja obilježava u gradu Pagu, na istoimenomu otoku u Hrvatskoj, a vezan je uz pobožnost i štovanje relikvije Svetoga Trna svečanim euharistijskim slavljem i ophodom ulicama grada Paga. Redovito se održavala petsto godina, od 1445. do 1945., kada ju zabranjuju komunističke jugoslavenske vlasti, da bi uspostavom neovisne hrvatske države ponovno bila obnovljena te se održava i danas.
Relikviju Svetoga Trna s Isusove trnove krune čuvaju paške koludrice još od 1443. te je Trn, uz samu Trnovu krunu u pariškoj katedrali Notre Dame, jedini Sveti Trn u svijetu s Autenticom, službenom potvrdom Svete Stolice o njegovoj autentičnosti, koju je 1788. potvrdila i Kongregacija za obrede Svete Stolice. Poznato je kako su trojica papinih izaslanika (vizitatora) u različitim razdobljima Trnu priznala autentičnost, riječima Esse de corona Domini! (lat. »Jest s krune Gospodnje!«). Prema izvorima, donio ga je 1443. fra Ivan Tutnić svojoj sestri, koludrici Mariji na njezino monaško zavjetovanje u benediktinski samostan, napisavši i ispravu o tomu daru (Paška isprava). Prijepis isprave (1564.), iz pismohrane Marka Laura Ruića s ovjerom javnoga bilježnika Benedikta Zurovića, donosi darovateljeve zahtjeve o čuvanju, štovanju i izlaganju relikvije na bogoslužjima. U ispravi se Sveti Trn naziva „prebogoljubni i Presveti Trn neizrecive krune Gospodina našega Isusa Krista” i „prebogoljubna uspomena moći”.